# Pleset
Pleset is een bestuurslaag in het regentschap Ngawi van de provincie Oost-Java, Indonesië. Pleset telt 2945 inwoners (volkstelling 2010).